# Bohuslav Sobotka
Bohuslav Sobotka (* 23. října 1971 Telnice) je bývalý český politik, v letech 2014–2017 předseda vlády České republiky. Od března 2011 do června 2017 zastával funkci předsedy České strany sociálně demokratické (v období od parlamentních voleb 2010 do zvolení předsedou byl pověřen vedením strany). V minulosti byl také 1. místopředsedou vlády a v letech 2002 až 2006 ministrem financí ČR. Od 1. března do 4. dubna 2017 byl pověřen řízením Ministerstva průmyslu a obchodu ČR. Na konci března 2018 rezignoval na mandát poslance Poslanecké sněmovny a uvedl, že tak činí z osobních důvodů. Po opuštění politiky se věnuje právní a obchodní činnosti, zejména v české firmě BTL.

## Mládí
Pochází z Telnice u Brna. Na počátku 80. let se přestěhoval s rodinou do Slavkova u Brna, kde absolvoval ZŠ Tyršova. Vyrůstal v rodině spolu se dvěma sourozenci a matkou.[ve zdroji nenalezeno] V letech 1986 až 1990 studoval na Gymnáziu Bučovice. Podle časopisu Respekt zde spoluzaložil studentský časopis Reparát. Za fejetony zesměšňující tehdejší manifestace mu mělo hrozit vyloučení ze školy. V letech 1990 až 1995 studoval na Právnické fakultě Masarykovy univerzity v Brně, kde pod vedením asistenta Katedry ústavního práva a politologie Zdeňka Koudelky obhájil diplomovou práci s tématem Vývoj sociální demokracie v českých zemích a získal titul magistr (Mgr.).

## Politická kariéra
Jako člen České strany sociálně demokratické od prosince 1989 se podílel na obnovení činnosti ČSSD v Brně a v okrese Vyškov, byl spoluzakládajícím členem Mladých sociálních demokratů (1990). Poté, co se stal v roce 1993 předsedou ČSSD Miloš Zeman, se stalo součástí Zemanova tábora také několik mladých politiků, mezi nimi i Bohuslav Sobotka. V roce 1996 byl zvolen do Poslanecké sněmovny na kandidátce ČSSD za Jihomoravský kraj, při kandidatuře ho podpořil tehdejší předseda jihomoravské ČSSD Václav Grulich. Od května 2001 do července 2002 byl předsedou poslaneckého klubu ČSSD a byl členem mimo jiné rozpočtového, mandátového a imunitního výboru. Mezi lety 1998 až 2010 byl také členem městského zastupitelstva ve Slavkově u Brna.
V roce 2001 se Bohuslav Sobotka odklonil od Miloše Zemana a přiklonil se k novému předsedovi ČSSD Vladimíru Špidlovi. Při prezidentských volbách v roce 2003 pak byl jedním z poslanců ČSSD, kteří nepodpořili Miloše Zemana, což mu Miloš Zeman nikdy nezapomněl. V polovině roku 2021 mu zaniklo členství v ČSSD, když úmyslně nezaplatil členské příspěvky. Důvod médiím nesdělil.

### Ministr financí (2002–2006)
Po parlamentních volbách byl 15. července 2002 jmenován ministrem financí ve Špidlově vládě, ve které od 30. října 2003 zastával také post místopředsedy vlády. Funkci ministra financí zastával i ve vládách Stanislava Grosse a Jiřího Paroubka, v jehož kabinetu se stal současně 1. místopředsedou vlády. Z doby po nástupu do funkce je znám jeho výrok o nereálnosti předvolebních slibů ČSSD: „Ty sliby nebyly zasazeny do reálného ekonomického rámce a dnes v konfrontaci s realitou neobstojí.“ Na ministerstvu financí vytvořil poradní orgán složený z liberálních ekonomů, předchůdce pozdějšího NERVu. Spolu s Vladimírem Špidlou prosazoval podobnou úspornou politiku, kterou v následujících letech kritizovali (propouštění státních zaměstnanců, omezení podpory stavebního spoření a nemocenských dávek). Po nástupu Jiřího Paroubka měl podle týdeníku Respekt naopak přistoupit na výrazné zvýšení schodku a omezení svých dřívějších restrikcí.
V září 2003 jmenoval stranického kolegu Jaroslava Tvrdíka do čela Českých aerolinií bez výběrového řízení.
23. října 2003 nechal odvolat šéfa společnosti ČEZ Jaroslava Míla, který v rozporu se Sobotkovým doporučením podal přihlášku do tendru na koupi akcií Severočeských dolů, ve kterých měl ČEZ podíl 37 %.
V roce 2011 Nejvyšší soud rozhodl, že ministerstvo financí pod vedením Bohuslava Sobotky a později Vlastimila Tlustého poškodilo politickou stranu SNK ED, které odmítalo proplatit státní příspěvek na činnost.
Řadě firem odpustil nedoplatky daně z příjmů. Podle Hospodářských novin není jasné, jaký byl motiv tohoto jednání. Společnosti Bekaert Petrovice, s.r.o., a Hasil, a.s., nejsou schopny uvést, proč jim daně byly odpuštěny. Společnost Lindab, s.r.o., se nevyjádřila. Dluhy byly také odpuštěny společnosti Zbrojovka Vsetín. Celkově Bohuslav Sobotka odpustil dluhy za 115 milionů korun.

#### Hospodaření státu
Za jeho působení ve funkci ministra financí vznikly rozpočtové schodky v celkové výši 406,6 miliard Kč, čímž se podíl státního dluhu zvýšil za 16,07 % HDP na 24,91 % HDP, a to v čase vysokého ekonomického růstu. Nejvyšší strukturální rozpočtový schodek byl vytvořen v roce 2006 v čase vysokého hospodářského růstu kombinovaného s vysokými sociálními předvolebními výdaji. Ve skutečnosti však celkové výdaje na sociální ochranu v poměru k HDP dramaticky nestoupaly, ale naopak za Sobotkovy éry ještě poklesly z 20 na 18,6 % HDP, při čemž nikdy nepřekročily průměr Evropské unie. K druhému a třetímu nejhlubšímu strukturálnímu rozpočtovému schodku patří schodky z roku 2003 a 2004. Podle aktuálnějších údajů ČNB se ovšem tehdejší čísla jeví poněkud jinak - vedle roku 2003 dosáhlo strukturální saldo státního rozpočtu nejvyšší míry v roce 2009 (rozpočet s nerealistickým růstem 5 % tehdy sestavoval Miroslav Kalousek, premiérské křeslo zastával Mirek Topolánek). Strukturální schodek v tomto roce dosáhl přibližně té samé úrovně jako v roce 2003. Vliv krize byl v tomto roce zanedbatelný – cyklické saldo nedosáhlo v roce 2009 dle metody Evropské komise ani ne 1 % (při čemž v roce 2003 byl podíl cyklického salda na prakticky téže úrovni), dle metody Evropské centrální banky byl jeho podíl prakticky nulový. Za Sobotky se naopak v roce 2004 podařilo stlačit strukturální saldo na nejnižší úroveň za posledních 10 let. Schodky za ministerského působení Bohuslava Sobotky je třeba také vnímat v kontextu sanování ztrát České konsolidační agentury či povodňových škod a také zařazování rozpočtových rezerv do výdajové složky státního rozpočtu (za ministra Kalouska se naopak začaly počítat mezi příjmy, čímž byly deficity za jeho ministerské éry uměle sníženy). Bez těchto deformací by některé Sobotkovy rozpočty skončily v době nejvyššího růstu až na přebytkové úrovni. Poslední státní rozpočet, připravený ještě Ministerstvem financí vedeném Bohuslavem Sobotkou, skončil v deficitu 0,7 % HDP. Šlo tak o vůbec nejnižší saldo veřejných rozpočtů od roku 1995. Sobotkovi se podařilo také zkrotit tempo růstu celkového vládního dluhu v poměru k HDP, který se víceméně stabilizoval na výši 29 %. Za následujících vlád dluh naopak opět začal stoupat. Díky tomu se Sobotkovi dařilo téměř každý rok plnit maastrichtská kritéria k přijetí eura.

#### Privatizační projekty
Během Sobotkova působení ve funkci ministra financí došlo k privatizaci společnosti Unipetrol. Původní vítěz privatizace Andrej Babiš totiž odstoupil od smlouvy a zamýšlený převod odmítl dokončit. Z původních sedmi uchazečů postoupily do druhého kola tři firmy – PKN Orlen, MOL a Shell. Kazašská firma KazMunaiGaz, která podle privatizačního poradce vlády nabídla nejvyšší cenu, byla vyřazena. Sobotka rozhodnutí zdůvodnil strategickými a bezpečnostními zájmy České republiky. Ve druhém kole předložila PKN Orlen jako jediná nabídku v termínu a ve stanovené cenové relaci. Následně obvinil lobbista jedné z neúspěšných firem Jacek Spyra Jiřího Paroubka, Bohuslava Sobotku, Stanislava Grosse a Miroslava Kalouska z přijetí úplatku od podnikatele Andreje Babiše. Babiš měl zajistit ve vládě podporu pro PKN Orlen výměnou za zisk části podniku po dokončení privatizace. Sobotka i Babiš takové jednání popřeli, polská parlamentní komise naopak došla k závěru, že česká vláda jednala pod tlakem Babiše. Spyra byl později zatčen, když požadoval od Babiše úplatek za zastavení trestního stíhání proti jeho osobě, a odsouzen k podmíněnému trestu.
Proti obvinění z nevýhodného prodeje bytového fondu společnosti OKD společnosti Karbon Invest, která jej následně prodala firmě podnikatele Zdeňka Bakaly, se Sobotka hájí poukazem na znalecké posudky a zanesením předkupních práv nájemníků do smlouvy o prodeji.
V srpnu 2018 podal Úřad pro zastupování státu ve věcech majetkových (ÚZSVM) trestní oznámení v souvislosti s kauzou nevýhodné privatizace černouhelných dolů OKD, z jehož textu vyplývá, že míří také na Bohuslava Sobotku jako bývalého ministra financí.

### Opoziční poslanec (2006–2011)

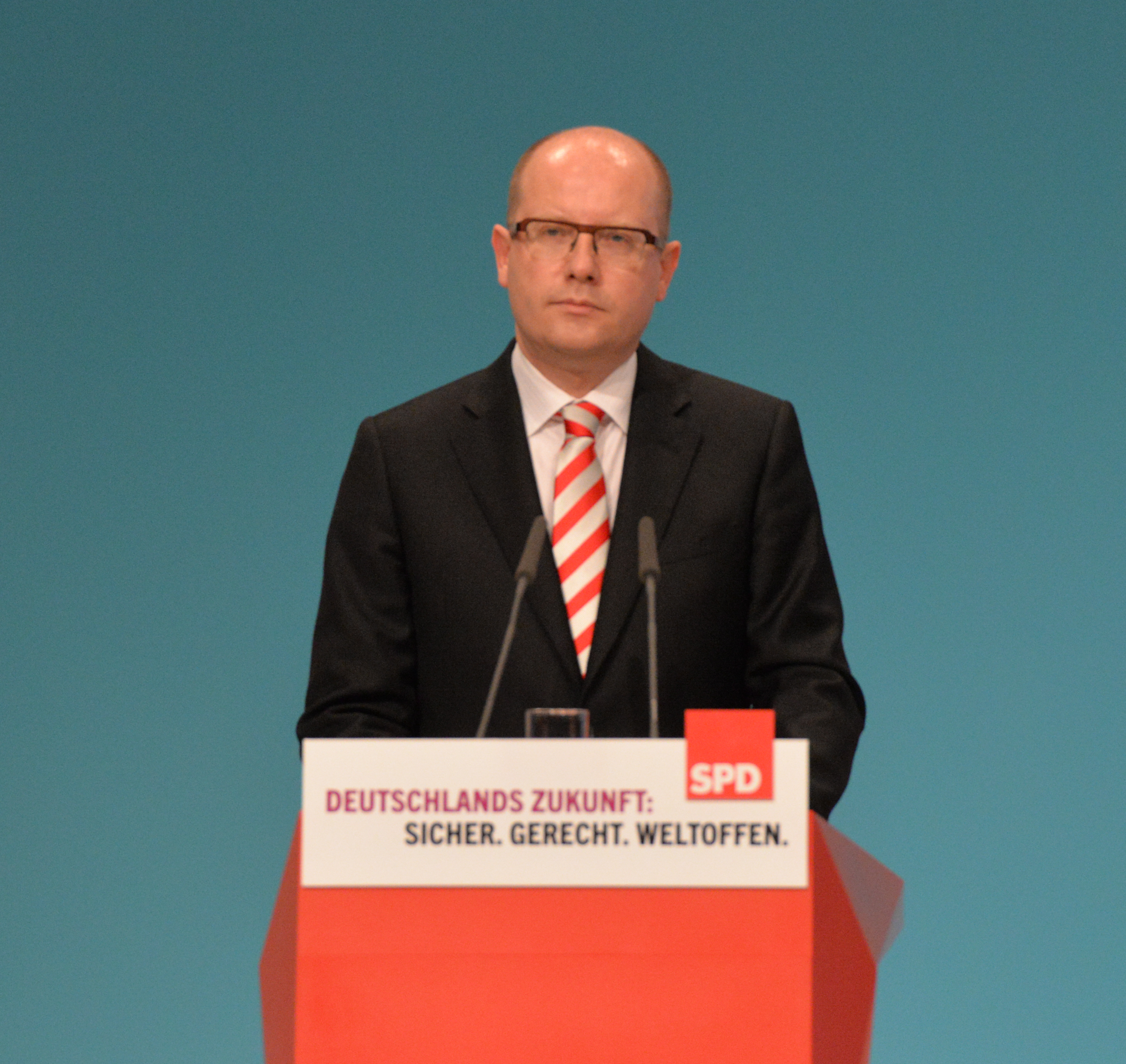
Sobotka na sjezdu německé SPD

V roce 2006 byl zvolen do Poslanecké sněmovny Parlamentu ČR na kandidátce ČSSD za Jihomoravský kraj.

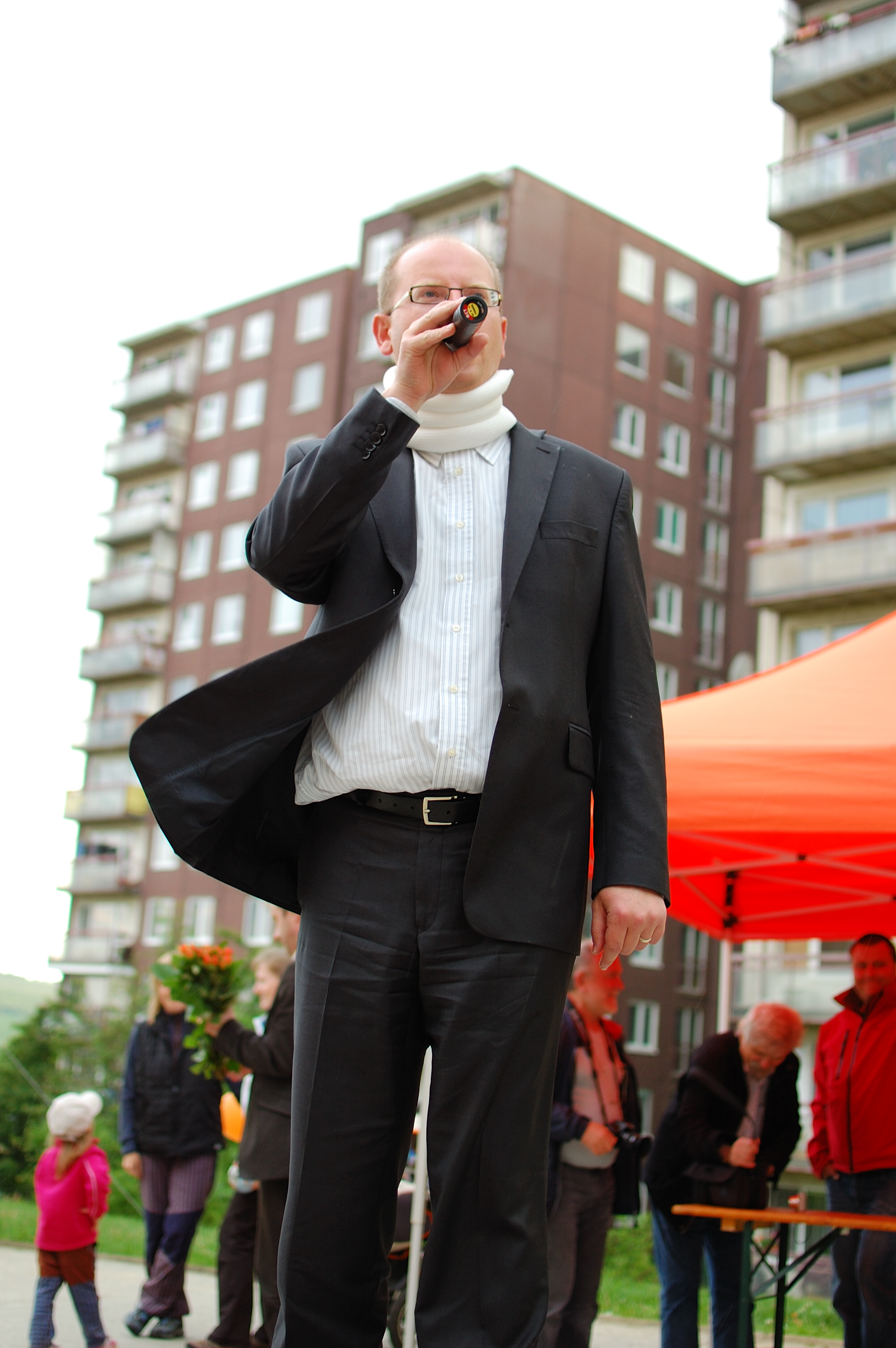
Při volební kampani v roce 2010

Mimo jiné i z peněz určených pro poslanecké náhrady ušetřil 5 milionů korun, které následně použil ke koupi luxusního bytu za 7 milionů korun. Bohuslav Sobotka odmítal, že by náhrady zneužil. Náhrady přitom mají sloužit jako uhrazení nákladů za odborné studie, dopravu nebo bydlení, vypláceny mu však byly dohromady s platem.

### Předseda ČSSD (2011–2017)
Dne 18. března 2011 na sjezdu v Brně byl zvolen předsedou ČSSD. Při volbě získal 304 hlasů, čímž porazil protikandidáta Michala Haška o 19 delegátských hlasů a stal se tak lídrem opozice vůči vládě Petra Nečase.
Podle Respektu ve straně nejprve prosazoval vize levicových intelektuálů z okruhu Jiřího Pehe a Centra pro sociálně-tržní ekonomiku a otevřenou demokracii (CESTA), později však pod tlakem stoupenců Michala Haška a Miloše Zemana kontakty přerušil.
V době před hlasováním o důvěře vládě Jiřího Rusnoka nejdříve nesouhlasil s její podporou, ale následně se podřídil většinovému názoru svého klubu a prosadil její podporu všemi poslanci ČSSD.
Dne 14. června 2017 po jednání politického grémia strany oznámil, že ke dni 15. června 2017 opustí funkci předsedy ČSSD. Vedením strany byl od 15. června 2017 pověřen statutární místopředseda strany Milan Chovanec. Současně Sobotka navrhl grémiu do role volebního lídra pro parlamentní volby 2017 a kandidáta ČSSD na premiéra místopředsedu strany Lubomíra Zaorálka. Po opuštění postu předsedy a výrazné ztrátě voličů ČSSD ve volbách do Poslanecké sněmovny Parlamentu České republiky 2017 se Bohuslav Sobotka stáhl do ústraní, přičemž nebyl přítomen ani na 40. sjezdu ČSSD při volbě nového předsedy strany 18. února 2018.

### Předseda vlády (2014–2017)

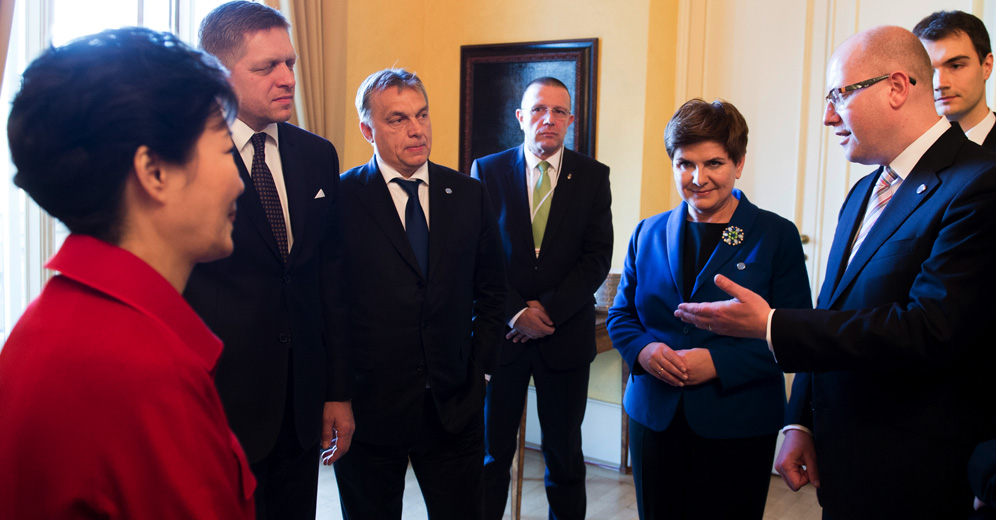
Sobotka s premiéry zemí Visegrádské skupiny a tehdejší prezidentkou Jižní Koreje Pak Kun-hje, 3. prosince 2015

V předčasných volbách do Poslanecké sněmovny PČR v roce 2013 kandidoval Sobotka jako lídr ČSSD v Jihomoravském kraji. Strana pod jeho vedením získala 20,45 % hlasů, tedy ještě méně než při volbách do Poslanecké sněmovny v roce 2010 (22 %).

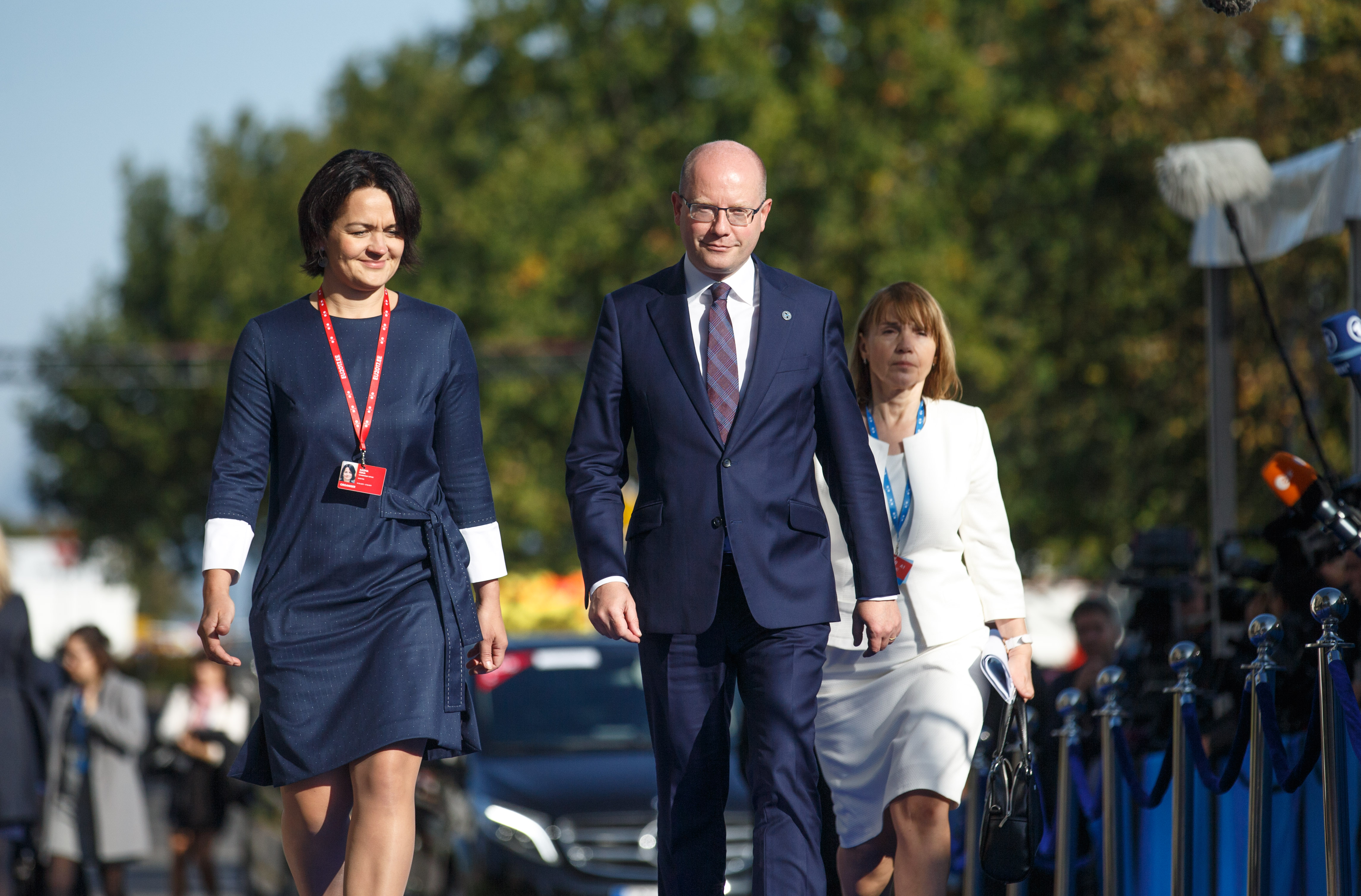
Sobotka na Tallinském digitálním summitu

Prezident Miloš Zeman se po volbách dne 26. října 2013 setkal na zámku Lány s částí vedení ČSSD, a sice s Haškem, Tejcem, Škromachem, Chovancem a Zimolou, přitom nebyl přizván řádně zvolený a úřadující předseda strany Bohuslav Sobotka. Výkonný výbor ČSSD pak jednal v Lidovém domě o výzvě k odstoupení Sobotky z čela ČSSD. Hašek i další účastníci několikrát v médiích popřeli, že by se schůzka vůbec konala, i když její účastník Chovanec médiím svou účast potvrdil. Až tam prý zjistil, že schůzku dohodli Hašek a společníci. Hašek, Tejc, Škromach a Zimola nakonec pod mediálním tlakem schůzku potvrdili a posléze rezignovali na stranické funkce. Zeman poté prohlásil, že považuje za komické utajovat jakoukoli schůzku a současně odmítl názor, že by šlo o pokus o převrat ve vedení ČSSD. V následujících dnech pověřil Zeman Sobotku sestavením nové české vlády. Dne 17. ledna 2014 jej jmenoval předsedou vlády České republiky. Do této funkce byl jmenován až 83 dnů po volbách, což je v historii ČR nejdelší doba mezi volbami a jmenováním premiéra.
Na 38. sjezdu ČSSD byl v březnu 2015 již po třetí zvolen předsedou strany. Získal 606 hlasů od 713 delegátů (tj. 85 %).

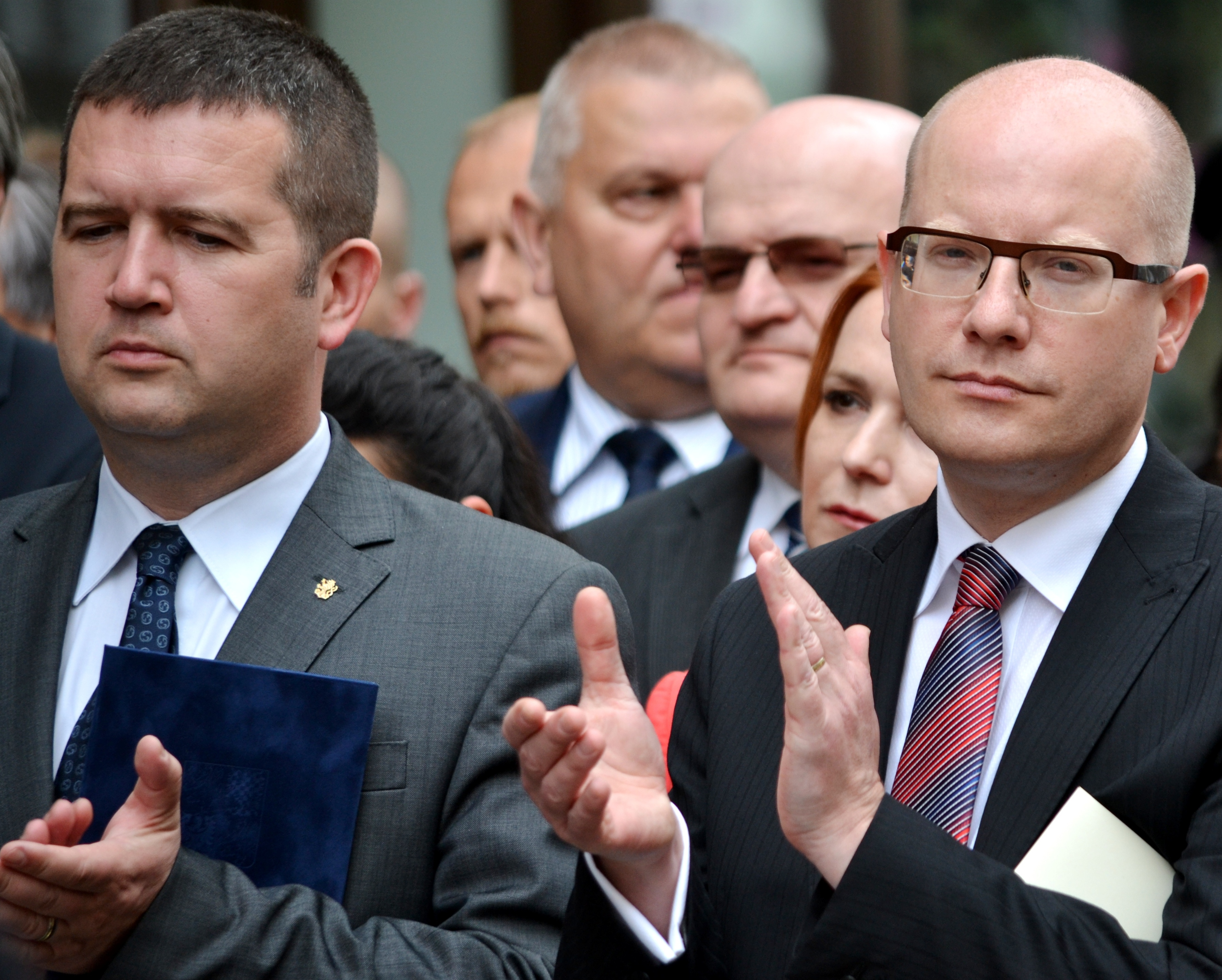
Bohuslav Sobotka se svým budoucím nástupcem v čele strany Janem Hamáčkem v roce 2015

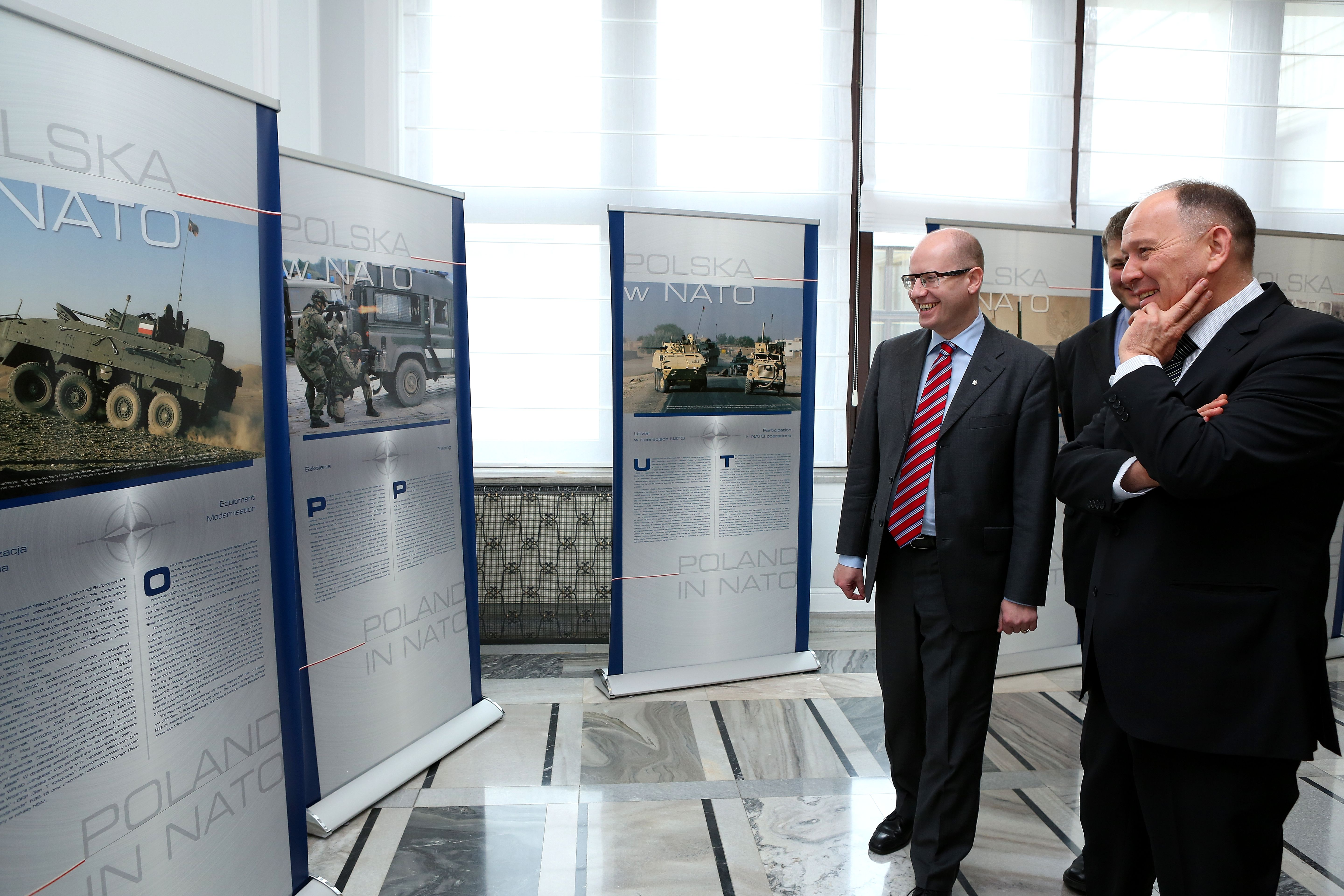
Sobotka na návštěvě polského Senátu

Dne 23. prosince 2015 byl napaden Sobotkův účet na Twitteru. Dne 5. ledna 2016 se objevila a následně potvrdila zpráva, že se hackeři internetového portálu White Media dostali do premiérovy soukromé emailové schránky. Část jeho korespondence byla zveřejněna. Premiér se k celé věci odmítl s ohledem na policejní vyšetřování vyjádřit.
Dne 18. října 2016 byl Bohuslav Sobotka jedním ze signatářů „Prohlášení čtyř nejvyšších ústavních činitelů“ o územní celistvosti Čínské lidové republiky v souvislosti s návštěvou dalajlámy v Česku. Toto prohlášení bylo kritizováno mnohými politiky, novináři i veřejností. Ministr spravedlnosti Robert Pelikán označil prohlášení za ostudu a „ponížení naší země, jež nemá v naší svobodné historii obdoby.“ Některé vysoké školy a univerzity na protest proti prohlášení vyvěsily tibetské vlajky.
Od 1. března do 4. dubna 2017 byl po odvolání Jana Mládka pověřen prezidentem Milošem Zemanem řízením Ministerstva průmyslu a obchodu. Dne 10. března 2017 byl na 39. sjezdu ČSSD v Brně již po čtvrté zvolen předsedou strany. Hlas mu dalo 460 delegátů, proti jich bylo 201 (dostal tak 67 % platných hlasů).
Dlouhodobě se spekulovalo o vlivu pražského advokáta Radka Pokorného na Bohuslava Sobotku, se kterým se Sobotka zná od studií na gymnáziu v Bučovicích.

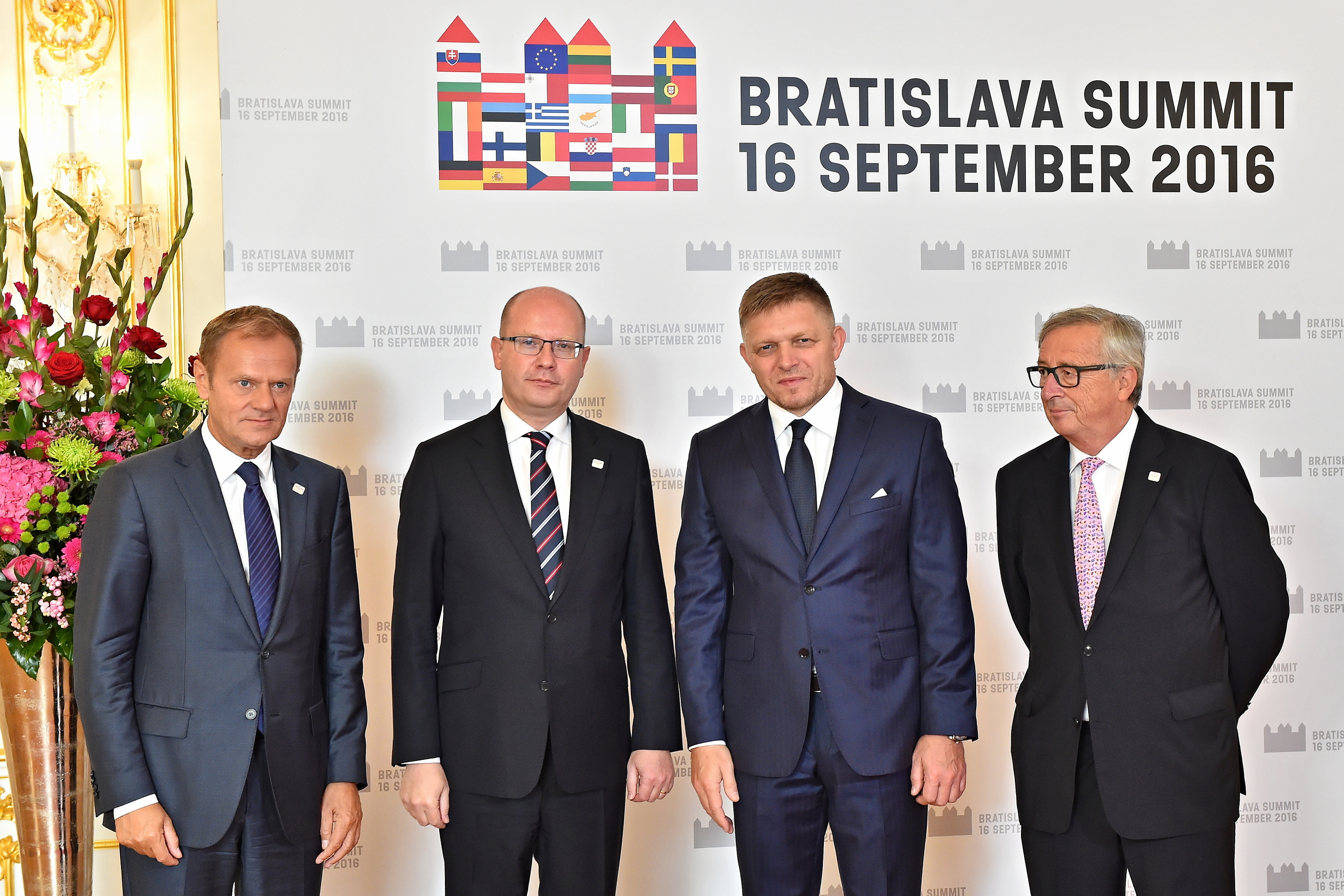
Zleva: předseda Evropské rady Donald Tusk, český premiér Sobotka, slovenský premiér Robert Fico a předseda Evropské komise Jean Claude Juncker

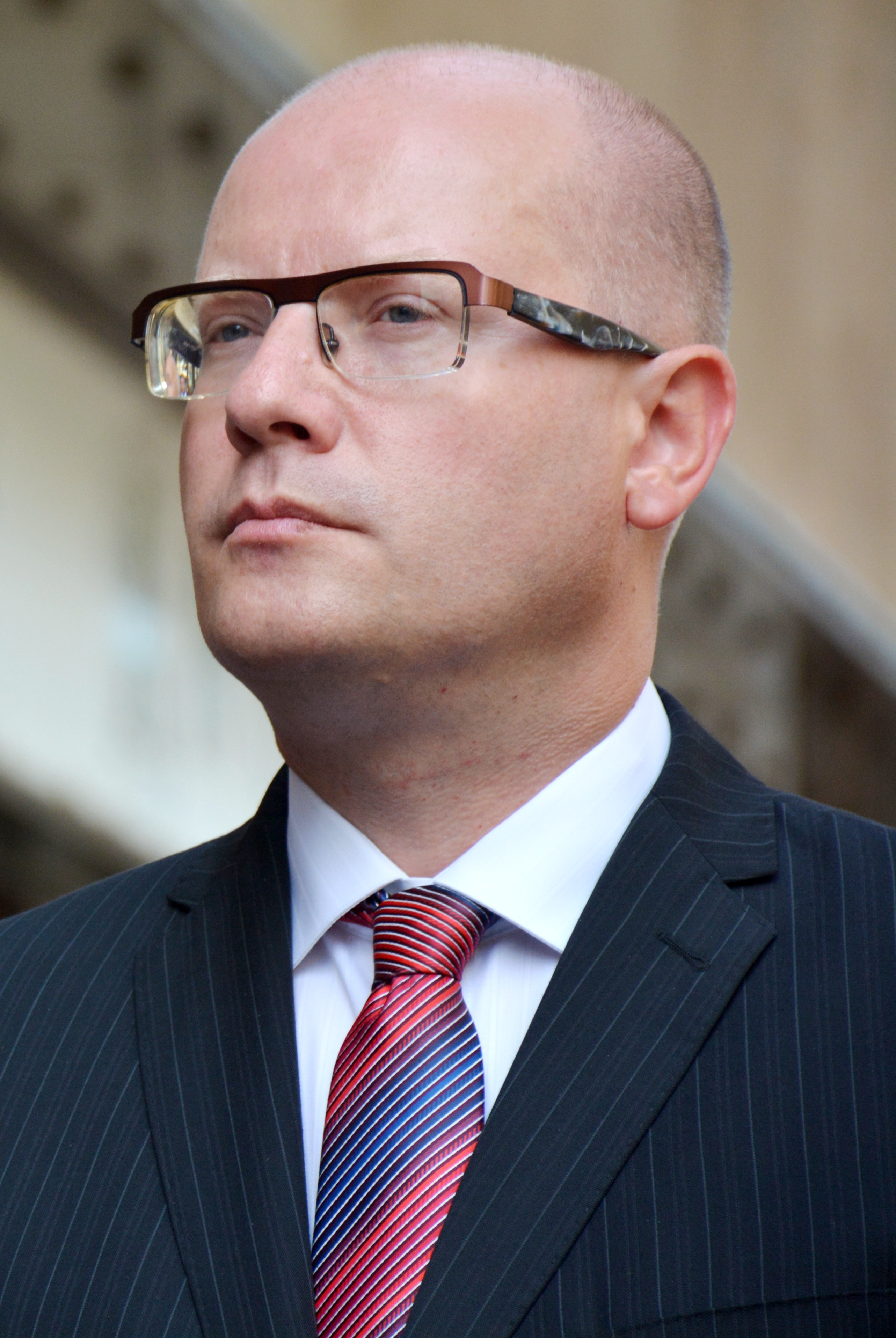
Bohuslav Sobotka

Prezident Miloš Zeman jmenoval premiérem Andreje Babiše a po jmenování jeho první vlády dne 13. prosince 2017 skončila Sobotkova vláda svoje funkční období.

### Poslanec (2017–2018), odchod z ČSSD
Ve volbách do Poslanecké sněmovny PČR v roce 2017 byl lídrem ČSSD v Jihomoravském kraji. Získal 7 272 preferenčních hlasů a obhájil tak mandát poslance. ČSSD však ve volbách utrpěla celkově velké ztráty. Získala pouze 7,3 % odevzdaných hlasů a 15 poslaneckých mandátů z 200 a neobhájila tedy pozici vedoucí vládní strany.
V březnu 2018 přinesl deník Právo informaci, že rezignuje na mandát poslance. Následně tuto informaci sám potvrdil s tím, že ze Sněmovny odešel ke konci března 2018 a nadále zůstal členem ČSSD. Zároveň oznámil, že ve stranickém referendu hlasoval proti vznikající menšinové vládě hnutí ANO a ČSSD, kterou by tolerovala KSČM.
Do konce června 2021 nezaplatil stranický příspěvek, čímž mu podle stanov členství v ČSSD automaticky zaniklo. Podle informací zveřejněných v deníku Právo našel zaměstnání v nadnárodní společnosti, která se zabývá výrobou a prodejem zdravotnické techniky.

## Rodina a osobní život
Od roku 2003 byl ženatý, s manželkou Olgou má syny Davida (2003) a Martina (2009). Dne 8. června 2017, v průběhu Sobotkova vládního předsednictví, vydali s manželkou společné prohlášení o odluce. Rozvod proběhl v září 2018. Po Mirku Topolánkovi, Jiřím Paroubkovi a Petru Nečasovi se tak stal dalším premiérem, jehož manželství tlak vrcholné politiky neuneslo.
Jeho o rok a půl mladší sestra Marcela Sobotková je televizní dramaturgyně a reportérka (např. v pořadu TV Prima Očima Josefa Klímy nebo dříve Na vlastní oči na TV Nova).

## Politické postoje
V září roku 2015, tedy v době kdy vrcholila Evropská migrační krize, Sobotka prohlásil, že české zpravodajské služby nemají informace, že by mezi uprchlíky procházejícími přes Česko byl někdo napojen na Islámský stát. Sobotka odmítl povinné uprchlické kvóty týkající se rozmístění žadatelů o azyl mezi členské státy EU. V roce 2016 uvedl, že „není možné uplatňovat přístup, který v loňském roce uplatnilo Německo, kdy bez jakékoliv kontroly umožnilo příliv obrovského množství lidí.“
Německo je podle Sobotky náš „strategický partner“, se kterým spolupracujeme v rámci EU i NATO. K otázce nuceného vysídlení sudetských Němců z Československa Sobotka prohlásil, že „nevidí důvod pro jakékoliv zpochybňování Benešových dekretů a pro jakékoliv otevírání této otázky.“
Kritizoval politické čistky v Turecku, které zahájila turecká vláda po neúspěšném pokusu o vojenský převrat 15. července 2016.
V rozhovoru pro Právo v prosinci 2016 Sobotka uvedl, že by velkým firmám podnikajícím v ČR zvýšil daně, protože poté co si na pravicových vládách vylobbovaly nižší daně, zaměstnancům platy nezvyšují, ale „vyvádí obrovské prostředky do zahraničí, ročně 200 až 300 miliard.“
V červnu 2017 Sobotka prohlásil, že migrační trasa z Libye do Evropy byla otevřena svržením Muammara Kaddáfího během vojenské intervence NATO v Libyi v roce 2011. Podle Sobotky „se jednoznačně ukazuje, že zhroucení libyjského režimu, na kterém se aktivně podílela i celá řada evropských zemí, ve skutečnosti otevřelo tuto migrační trasu, která aktuálně působí Evropě největší problémy.“
Po odchodu z politiky je výrazným kritikem Andreje Babiše. V dubnu 2019 se zúčastnil demonstrace Milionu chvilek pro demokracii proti ministryni spravedlnosti Marii Benešové a právě Babišovi.